# Kempon Hokke-shū

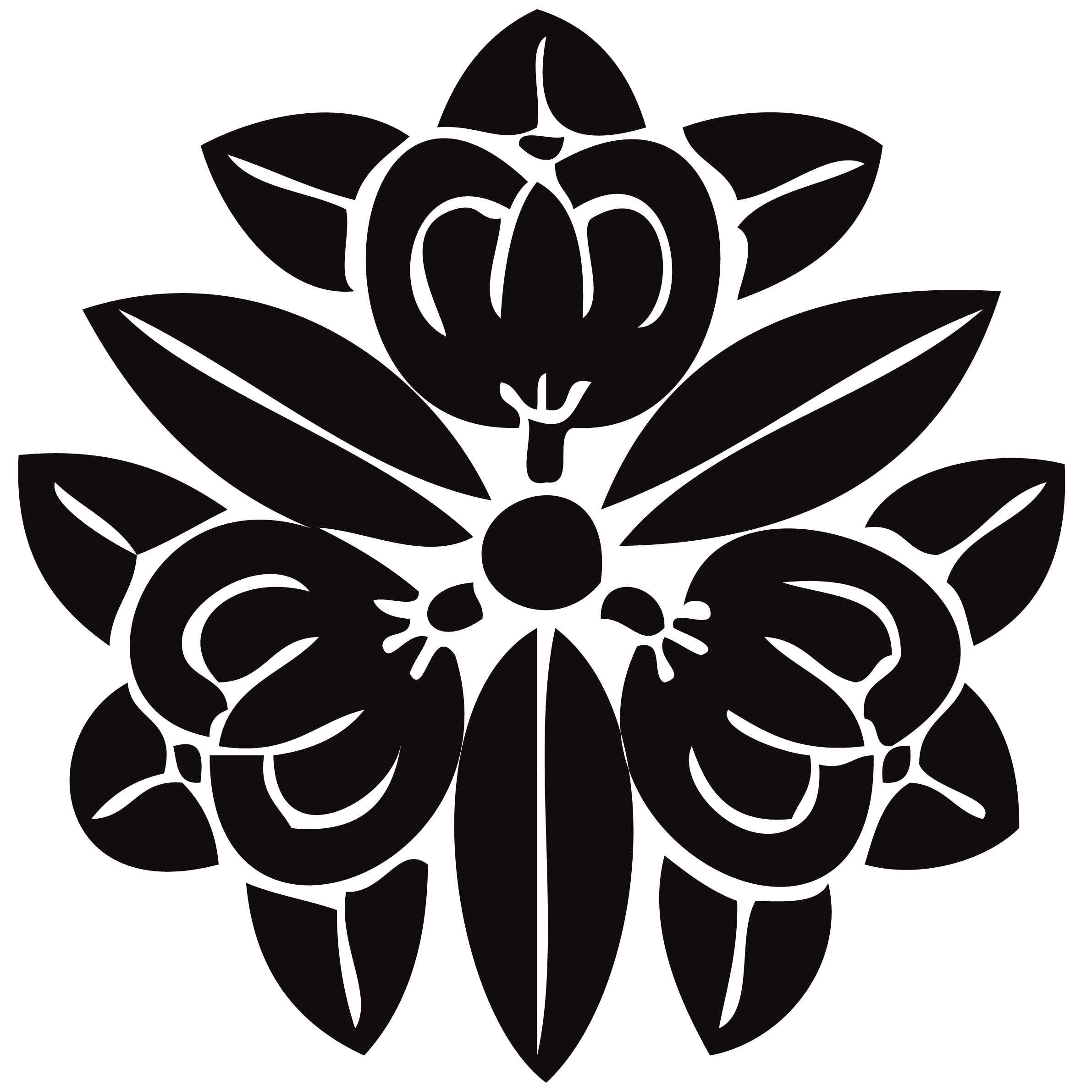
Emblem der Kempon Hokke Shū

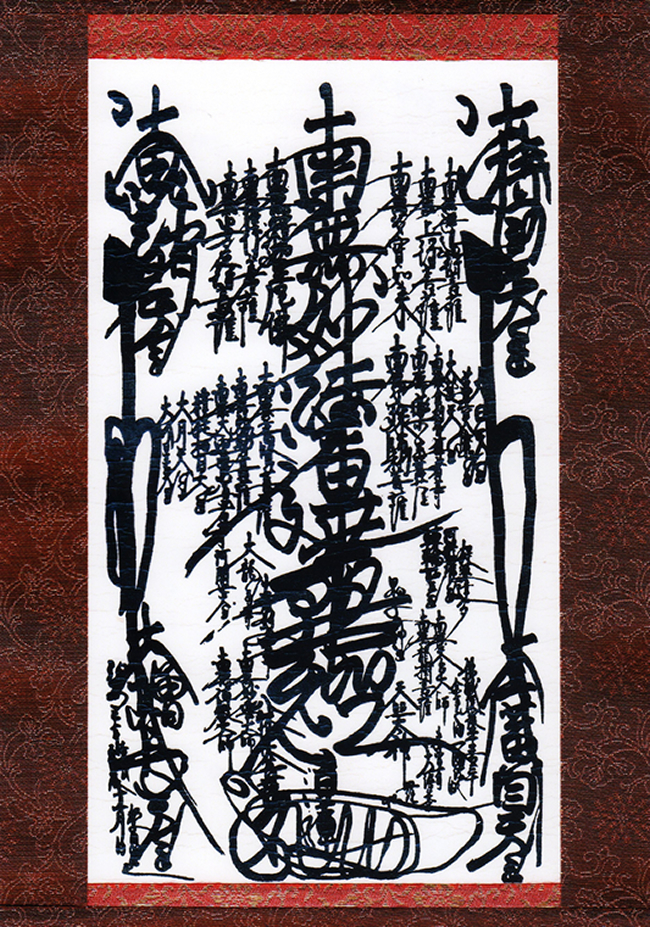
Gohonzon der Kempon Hokke Shū

Die Kempon Hokke-shū (jap. 顕本法華宗) ist eine dem Nichiren-Buddhismus zuzurechnende buddhistische Schule. Etwa hundert Jahre nach dem Tod Nichirens wurde sie in Japan durch den Priester Genmyō Ajari Nichijū  im Jahr 1384 gegründet. Der Haupttempel dieser Schule ist der Myōman-ji in Kyoto, woraus sich auch der ursprüngliche Name, Myōman-ji-ha (妙満寺派), dieser Schule ableitet. Eine lange Zeit war dies auch der einzige Tempel dieser Schule. Erst im Jahr 1898 wurde die heutige Kempon Hokke-shū gegründet. Auch andere Schulen des Nichiren-Buddhismus wie die Nichiren-shū oder Nichiren-Shōshū geben bezüglich ihrer Gründung oftmals das Gründungsjahr ihres jeweiligen Haupttempels an. Bedingt durch ihre Gründungsgeschichte steht diese Schule des Nichiren-Buddhismus, im Unterschied zur Nichiren-shū oder Nichiren-Shōshū, in keiner direkten Nachfolge zu Nichiren oder einem seiner Schüler.
Wie den meisten Nichiren-Schulen gemein stehen das Lotos-Sutra, dessen Rezitation sowie das Mantra Namu Myōhō Renge Kyō im Zentrum der religiösen Ausübung. Religiöses Objekt der Verehrung ist der sog. Gohonzon. Nach eigener Lesart brachte Nichijū, als ehemaligen Priester des Tendai jedoch die Lehren Nichirens wieder in engere Beziehung zum Tendai-Buddhismus, deren Lehrer Nichiren zwar kritisiert hatte dessen Lehren er aber zumindest öffentlich jedoch nie abgeschworen hatte.
Obgleich die Kempon Hokke-shū auch außerhalb Japans Anhänger hat, zählt sie mit, nach eigenen Angaben, ca. 100.000 Anhängern zu den kleineren Schulen des Nichiren-Buddhismus.
Der Terminus Hokke-shū (Lotos-Schule) für sich wird in der Literatur mitunter auch als Oberbegriff für alle Schulen des heutigen Nichiren-Buddhismus verwendet und darf nicht mit der Kempon Hokke-shū gleichgesetzt werden. 